# Prickensetzboot
Ein Prickensetzboot, gelegentlich auch Bakensetzboot, ist ein Arbeitsschiffstyp zum Setzen von Pricken. Es kommt bei den Wasserstraßen- und Schifffahrtsämtern an der deutschen Nordseeküste zum Einsatz.

## Geschichte
Pricken markieren die Fahrwasser im Wattenmeer, die aufgrund ihrer geringen Wassertiefe nicht von Tonnenlegern angelaufen werden können. Aus diesem Grund wurden die Pricken in der Vergangenheit mit einem offenen Beiboot auf Position gebracht. Beim Setzen stand ein Mann im Wasser oder Schlick und hielt das Boot auf Position, während die anderen mit dem Einspülen auf dem schwankenden Boot beschäftigt waren. Besonders kräftezehrend war das Ziehen nicht mehr korrekt stehender Pricken und deren Stümpfe.
Das Wasserstraßen- und Schifffahrtsamt Tönning erstellte in den 1990er Jahren das Konzept für ein stabiles und wendiges Arbeitsboot, das zudem die Belange der Arbeitssicherheit und Wirtschaftlichkeit berücksichtigen sollte. Das erste Boot nach diesen Vorgaben, die Pricke, wurde 1998 in Dienst gestellt. Nach der Aussonderung dieses Prototyps sind die aus dem Betrieb gewonnenen Erkenntnisse und die Vorgaben aus einem Sachverständigengutachten bei den danach gebauten Booten berücksichtigt worden.

## Ausstattung
Die heutigen Boote haben einen Rumpf aus seewasserbeständigem Aluminium. Sie werden von einem Schiffsdieselmotor angetrieben, der auf einen Festpropeller wirkt. Der flache Rumpf erlaubt das Trockenfallen im Watt.
Ausgestattet sind die Boote mit einem Ankerpfahl zur sicheren Positionierung in der Gezeitenströmung, einer fest eingebauten Pumpe mit einer vier Meter langen Spüllanze, Halterungen für mehrere Bündel Pricken sowie einem kleinen Steuerstand, der auch Wetterschutz bietet.

## Boote
Beim Wasserstraßen- und Schifffahrtsamt Tönning sind die Buttscher (Baujahr 2007) im Außenbezirk Amrum und die neue Pricke (Baujahr 2012) im Außenbezirk Tönning stationiert.
Nach dem Vorbild dieser Boote wurden 2014 drei weitere Prickensetzboote gebaut und für die Wasserstraßen- und Schifffahrtsämter Bremerhaven, Emden und Wilhelmshaven in Dienst gestellt.